# Herrerita
 (septembre 2017).
Si vous disposez d'ouvrages ou d'articles de référence ou si vous connaissez des sites web de qualité traitant du thème abordé ici, merci de compléter l'article en donnant les références utiles à sa vérifiabilité et en les liant à la section « Notes et références ».
Eduardo Herrera Bueno, plus connu comme Herrerita, né le 5 juillet 1914 à Gijón (Asturies, Espagne) et mort le 15 août 1991 à Oviedo (Asturies, Espagne), est un footballeur international espagnol qui jouait au poste de milieu de terrain.

## Biographie

### Clubs
En 1929, Herrerita est recruté à l'âge de 15 ans par le Sporting de Gijón [réf. nécessaire]où il commence à se faire remarquer[non neutre]. En 1933, le Real Oviedo s'attache ses services contre 30 000 pesetas. Il débute le 5 novembre 1933 face au FC Barcelone[réf. nécessaire]. Il joue avec Oviedo jusqu'en 1950 à l'exception de la saison 1939-1940 qu'il joue avec le FC Barcelone en raison de l'état de reconstruction d'Oviedo après la Guerre civile espagnole qui vient de s'achever[réf. nécessaire].
Herrerita est le meilleur buteur d'Oviedo en première division et fait partie de la Segunda Delantera Eléctrica (« Deuxième attaque électrique ») formée par Casuco, Gallart, Lángara et Emilín, et de la Tercera Delantera Eléctrica (« Troisième attaque électrique ») aux côtés d'Antón, Goyín, Echevarría et Emilín[réf. nécessaire]. 
Herrerita prend sa retraite en 1951 après une saison au Sporting de Gijón. En 2014, il figure à la 38e place des meilleurs buteurs de l'histoire du championnat d'Espagne avec 125 buts en 230 matchs.

### Équipe nationale
Herrerita joue avec l'équipe d'Espagne à six reprises et marque deux buts. Il débute le 18 mars 1934 à Lisbonne face au Portugal. Il joue son dernier match en 1945 face à l'Irlande.